# Kazuchika Okada
Kazuchika Okada (岡田 和睦 Okada Kazuchika, nome no ringue: オカダ・カズチカ) (Anjō, 8 de novembro de 1987) é um lutador de luta livre profissional japonês. Ele trabalha atualmente para a All Elite Wrestling (AEW), onde é o atual detentor do Campeonato Continental da AEW em seu primeiro reinado. Ele é mais conhecido por sua passagem de 18 anos na New Japan Pro-Wrestling, onde foi cinco vezes campeão dos pesos pesados da IWGP, com seu quarto reinado sendo o mais longo da história da empresa, com 720 dias. Ele também é o detentor do recorde de mais defesas bem sucedidas do título em um único reinado, num total de doze. Depois que o título foi unificado com o Campeonato Mundial dos Pesos Pesados da IWGP, Okada venceu o novo cinturão duas vezes.

## Carreira na luta livre profissional
Inicialmente treinado por Último Dragón e fazendo sua estreia nos ringue em Agosto de 2004, Okada passou a maioria dos seus anos iniciais como professional wrestler treinando no México. Ele retornou ao Japão na metade de 2007 onde fez sua estreia como um young lion pela NJPW. Originalmente, Okada atuou como um júnior heavyweight na empresa (divisão de peso até 220 lbs) e fez sua graduação para divisão dos pesos-pesados em Abril do ano seguinte com pouco sucesso. Em Fevereiro de 2010, NJPW enviou Okada para uma excursão na empresa norte-americana Total Nonstop Action Wrestling (TNA) como forma de treiná-lo em um estilo diferente de professional wrestling. Trabalhando no show secundário da companhia, o Xplosion, por cerca de um ano desde sua chegada, o lutador recebeu um novo personagem na companhia em Janeiro de 2011 onde, sob o nome de Okato, atuava como sidekick de Samoa Joe na rivalidade deste contra D'Angelo Dinero.
A estadia de Okada na TNA terminou em Outubro de 2011 e ele retornou à NJPW em Janeiro de 2012 com um novo personagem chamado "Rainmaker" (レインメーカーReinmēkā) acrescentado de um novo visual e personalidade vilanesca. Após cerca de um mês de seu retorno, Okada derrotou Hiroshi Tanahashi para vencer o principal título, o IWGP Heavyweight Championship, o qual ele teve em sua posse por quatro meses antes de perdê-lo novamente para Tanahashi. No mês de Agosto do mesmo ano, Okada venceu o principal torneio da NJPW, o G1 CLIMAX, ao derrotar Karl Anderson na grande final. Ainda em 2012, o lutador foi condecorado pela Tokyo Sports como o MVP do professional wrestling japonês daquele ano. Já em 2013, após ser derrotado por Tanahashi no Wrestle Kingdom VII, Okada venceu a New Japan Cup pela primeira vez em sua carreira e então reconquistou o cinturão que havia perdido cerca de um ano antes. O seu segundo reinado durou treze meses e, em Maio de 2014, o lutador foi derrotado por AJ Styles. Três meses após a derrota para o "Phenomenal One", Okada venceu o G1 CLIMAX pela segunda vez em sua carreira ao derrotar o seu mentor e ídolo Shinsuke Nakamura na final.
Desde então, Okada conquistou o IWGP Heavyweight Championship mais três vezes e participou do combate principal do maior show anual da empresa - o Wrestle Kingdom - por cinco vezes (2013, 2015, 2016, 2017 e 2018).
Em 2017, Okada tornou-se o primeiro lutador japonês a ser nomeado o melhor professional wrestler do mundo pela revista Pro Wrestling Illustrated. Sua série de quatro combates contra Kenny Omega (no Wrestle Kingdom 11, Dominion 6.11 in Osaka-jo Hall, G1 CLIMAX 27 e Dominion 6.9 in Osaka-jo Hall) é considerada uma das melhores da história do esporte e foi aclamada pela mídia especializada como no caso do jornalista norte-americano Dave Meltzer que, no seu clássico sistema de ranqueamento de combates por estrelas, premiou-os com as notas 6, 6.25, 6 e 7 estrelas no Wrestling Observer Newsletter. A nota de sete estrelas é a maior já dada por Meltzer á um combate de pro-wrestling.
Após ser derrotado por Kenny Omega em junho de 2018 e, consequentemente, perder o IWGP Heavyweight Championship, Okada passou por uma grande mudança visual em seu personagem. Durante a disputa do G1 CLIMAX 28, o "Rainmaker" estreou um novo estilo baseado na cor vermelha, mudando a cor de seu cabelo e de suas vestimentas no processo, além de uma alteração na sua música-tema - que passou a ser um remix da versão original. Nesse estágio da carreira, Okada mostrava-se abalado por ter sido perdido o IWGP Heavyweight Championship para Omega, colecionou derrotas para lutadores para Jay White, Bad Luck Fale, etc. apesar de chegar no último dia do bloco A do G1 CLIMAX com chances de se classificar para a final. No dia 23 de setembro de 2018, Okada teve a chance de enfrentar Hiroshi Tanahashi pelo contrato que lhe garantiria um combate pelo IWGP Heavyweight Championship no Wrestle Kingdom 13, entretanto foi derrotado em cerca de 36 minutos. Nesse mesmo dia, Okada foi traído pelo seu manager, Gedo, que lhe acompanhava desde os primórdios da persona Rainmaker em 2012, que por sua vez se aliou à Jay White, com quem Okada teve problemas o ano todo. Semanas mais tarde durante a realização do tradicional evento King of Pro-Wrestling, Tanahashi defendeu seu contrato contra White e novamente saiu vitorioso, entretanto, após o Bullet Club atacar o "Ace", Okada apareceu para, de certa forma, auxiliar seu rival de longa data, porém, foi rapidamente neutralizado com uma nova traição, dessa vez de Jado. Esse ocorrido marcou a entrada de Jay White para o Bullet Club, grupo que estava sem um líder desde a remoção de Kenny Omega em julho daquele ano. No dia 27 de outubro, Okada e Tanahashi formalizaram a aliança durante a turnê que culminaria no Power Struggle, no início de novembro, marcando o início de uma "nova era" na NJPW, algo que foi bastante enfatisado por comentaristas e funcionários da empresa.
Em 2019, Okada continuou sua rivalidade com White, tendo inclusive um confronto no Wrestle Kingdom 13 no qual o japonês saiu derrotado. Em março, Okada foi anunciado como participante da New Japan Cup pela primeira vez desde o ano de 2015 e sagrou-se vencedor pela segunda vez ao derrotar, respectivamente, Michael Elgin, Mikey Nicholls, Will Ospreay, Tomohiro Ishii e SANADA. A vitória no torneio eliminatório garantiu a Okada uma chance de desafiar o novo IWGP Heavyweight Champion, Jay White - que havia vencido o título de Tanahashi em fevereiro - durante a realização do evento G1 Supercard no Madison Square Garden em 6 de abril. Okada derrotou o neozelandês em pouco mais de trinta e dois minutos e sagrou-se IWGP Heavyweight Champion pela quinta vez em sua carreira. Sua primeira defesa no reinado foi contra SANADA em 4 de maio durante o segundo dia do Wrestling Dontaku 2019. Então, Okada defendeu com sucesso o cinturão contra Chris Jericho no Dominion 6.9 daquele ano. No Royal Quest, realizado no Reino Unido em 31 de agosto, Okada fez sua terceira defesa com sucesso ao derrotar Minoru Suzuki. Em outubro, Okada colocou seu cinturão em jogo contra SANADA, que havia lhe derrotado no G1 CLIMAX 29, durante a realização do King of Pro-Wrestling e este combate marcou a quarta defesa bem-sucedida em seu reinado. No final do ano, Okada entrou no que a empresa denominou de "Double Gold Dash" junto a Jay White (IWGP Intercontinental Champion), Kota Ibushi (vencedor do G1 CLIMAX 29) e Tetsuya Naito que coroaria o primeiro "double champion" durante os dois dias do Wrestle Kingdom 14.
Durante o Wrestle Kingdom 14, Okada derrotou Ibushi no combate principal do primeiro dia em um combate válido pelo IWGP Heavyweight Championship, marcando assim sua quinta defesa bem-sucedida. No segundo dia do evento, Okada foi derrotado pelo novo IWGP Intercontinental Champion Tetsuya Naito em uma revanche do combate de dois anos antes e assim seu quinto reinado com o título foi encerrado. Ainda em janeiro de 2020, Okada entrou em uma rivalidade com Taichi que resultou em um combate durante a segunda noite do NJPW The New Beginning in Sapporo, no qual o Rainmaker saiu vitorioso. Em março de 2020 foi anunciado que Kazuchika Okada estaria fazendo parte da New Japan Cup novamente e que enfrentaria Jay White na primeira fase, contudo, a pandemia de COVID-19 atrapalhou os planos da empresa e o calendário foi suspenso até o mês de junho. No retorno aos shows e com a impossibilidade de contar com atletas estrangeiros, a NJPW reformulou o torneio eliminatório e deu o pontapé inicial em 16 de junho. Okada chegou até as finais do torneio, derrotando Gedo, Yuji Nagata, Taiji Ishimori e Hiromu Takahashi no processo, porém, foi derrotado por EVIL no dia 11 de julho.
Durante o Dominion 7.12, Okada junto a Hirooki Goto foram derrotados por Yujiro Takahashi e Taiji Ishimori em um combate de duplas. Essa derrota marcou o início de uma pequena rivalidade entre Okada e Yujiro que culminou em um combate no evento Sengoku Lord de 25 de julho, no qual Okada saiu vencedor. Na entrevista de bastidores desse evento, Okada anunciou que estaria fazendo um "anúncio controverso". Três dias depois, Okada e o chairman da NJPW Naoki Sugabayashi anunciaram a criação do King of Pro-Wrestling Championship. Em 26 de agosto o torneio para decidir o King of Pro-Wrestling se iniciou com diversos combates multi-man e estipulações específicas, conceito anunciado por Okada anteriormente. Tudo culminou em uma Four-Way entre o próprio Okada, SANADA, Toru Yano e El Desperado em 29 de agosto durante a realização do Summer Struggle, combate vencido por Yano e que tornou-lhe o primeiro campeão provisório do título. A ideia de Okada logo tornou-se um segmento de comédia nos shows da NJPW com Yano mantendo o título através de suas tradicionais trapaças.
De setembro a outubro de 2020, Okada participou da trigésima edição do G1 CLIMAX, torneio que havia sido remanejado para o final do ano devido à pandemia. Terminando com um recorde de seis vitórias e três derrotas, Okada não conseguiu chegar às finais devido a um tiebreaker com o eventual vencedor Kota Ibushi, que havia derrotado o Rainmaker nos primeiros dias de competição. Durante o último dia de combates do bloco A, Okada foi derrotado pelo seu companheiro de facção, Will Ospreay, depois da interferência de Bea Priestley (namorada de Ospreay) e de The Great O-Kharn, marcando a saída de Ospreay da CHAOS. Nos meses seguintes, Okada se envolveu em uma rivalidade com a Empire, grupo do seu ex-companheiro Ospreay, e que culminou em um combate contra O-Kharn no Power Struggle e contra Ospreay no Wrestle Kingdom 15, com o Rainmaker saindo vencedor em ambas as situações.
Após derrotar Ospreay em 4 de janeiro de 2021 durante o Wrestle Kingdom, Okada se envolveu em uma rivalidade com EVIL e o restante do Bullet Club.

### IWGP World Heavyweight Champion (2021-2024)
Após Will Ospreay se lesionar em um combate com Shingo Takagi durante o segundo dia do Wrestling Dontaku de 2021, o IWGP World Heavyweight Championship (cinturão criado a partir da fusão do IWGP Heavyweight com o IWGP Intercontinental Championship), Okada enfrentou Shingo Takagi durante o Dominion 6.6 in Osaka-jo Hall pelo título vago, no qual saiu derrotado. Em outubro do mesmo ano, Okada sagrou-se pela terceira vez vencedor do G1 Climax, terminando seu bloco com 16 pontos e vencendo Kota Ibushi na grande final do torneio. Após vencer o G1, Okada requisitou que a maleta que continha o contrato que garantia sua chance ao IWGP World Heavyweight Championship no Wrestle Kingdom 16 fosse substituída pelo cinturão do IWGP Heavyweight Championship aposentado por Ibushi meses antes. A requisição de Okada foi atendida e durante a turnê Road to Power Struggle 2021, ele apareceu com o cinturão. No dia 06 de novembro, durante o Power Struggle de 2021, Okada reteve seus direitos a um combate pelo IWGP World Heavyweight Championship após derrotar Tama Tonga. Em 13 de novembro, Okada retornou aos Estados Unidos para enfrentar e derrotar Buddy Mattheus no show Battle in the Valley, realizado pela NJPW em San José na Califórnia.
Na primeira noite do Wrestle Kingdom 16, Okada derrotou Shingo para conquistar o IWGP World Heavyweight Championship pela primeira vez. Na segunda noite do evento, o Rainmaker derrotou Will Ospreay em um combate de "unificação", uma vez que Ospreay declarava-se ser o "verdadeiro campeão" e portava uma réplica do cinturão. Na terceira noite, que tratou-se de um show especial com a também empresa japonesa Pro Wrestling NOAH, Okada se aliou a Hiroshi Tanahashi para derrotarem Keiji Mutoh e Kaito Kiyomiya.
A primeira defesa de Okada aconteceu em 22 de fevereiro de 2022, durante o NJPW New Years Golden Series, onde ele derrotou Tetsuya Naito. Okada novamente fez dupla com Tanahashi juntos a Tatsumi Fujinami para derrotarem Minoru Suzuki, Zack Sabre Jr. e Yoshiaki Fujiwara no show comemorativo de 50º Aniversário da NJPW no dia 1º de março. No dia 9 de abril, Okada realizou a sua segunda defesa com sucesso ao derrotar Zack Sabre Jr., vencedor da edição de 2022 da New Japan Cup, durante o Hyper Battle. No dia 1º de maio, Okada novamente derrotou Tetsuya Naito para realizar, desta vez, sua terceira defesa, durante o NJPW Wrestling Dontaku. Após ser atacado por Jay White, que retornava à empresa, depois de seu embate com Naito, Okada enfrentou o neozelandês durante o Dominion 6.12 in Osaka-jo Hall pelo IWGP World Heavyweight Championship, onde foi derrotado e teve seu reinado finalizado com 159 dias de duração.
No mesmo dia do Dominion, Okada foi anunciado como um dos participantes do remodelado G1 Climax, que voltaria a acontecer em julho e agosto de depois de dois anos. Okada terminou a fase de grupos do torneio na liderança do bloco A com dez pontos, sendo derrotado apenas por Jonah, e avançou às semifinais. Na semifinal, Okada derrotou o vencedor do bloco B, Tama Tonga, para avançar à final. Na final do torneio, Okada derrotou Will Ospreay, para vencer seu segundo G1 Climax seguido e sua quarta conquista do torneio no total. No especial Declaration of Power, realizado no dia de 10 de outubro, Okada derrotou Jonah e confrontou o campeão Jay White ao final do show. No dia 15 de dezembro de 2022, Okada venceu o seu quinto prêmio de MVP, concedido pela Tokyo Sports.
No dia 04 de janeiro de 2023, Okada derrotou White para reconquistar o IWGP World Heavyweight Championship. No dia seguinte, durante o New Year Dash, Okada fez dupla com o seu rival de longa data e novo IWGP United States Champion, Kenny Omega, para derrotar a dupla Jeff Cobb e Aaron Henare.

### Consejo Mundial de Lucha Libre (2018)
No dia 17 de agosto de 2018, Okada, junto a Negro Casas e Último Guerrero derrotaram Diamante Azul, Valente e Místico em um show na Arena México.

### All Elite Wrestling (2022-presente)
No dia 22 de junho de 2022, Okada fez sua estreia pela All Elite Wresting (AEW) durante uma edição do AEW Dynamite para ajudar Adam Page, que estava sendo atacado por Adam Cole e Jay White. No dia 26 de junho, durante o especial Forbidden Door, Okada participou de um combate four-way com White, Page e Cole válido pelo IWGP World Heavyweight Championship, o qual foi vencido por White.

## Vida pessoal
Okada teve um relacionamento com a apresentadora de televisão japonesa Yoko Mori, entre 2013 e 2017.
Em agosto de 2014, após o seu tio e primo serem diagnosticados com câncer, Okada criou a "Rainmaker Kikin" (fundo Rainmaker), que auxilia na luta contra o câncer infantil. Para cada combate vencido, Okada doa cerca de 30 mil ienes para o fundo.
Em abril de 2019, a dubladora Suzuko Mimori anunciou seu casamento com Okada. Em maio de 2022, foi anunciada a gravidez de Mimori. Em agosto de 2022, Okada e Mimori tiveram seu primeiro filho.
Okada é torcedor do clube de futebol inglês Manchester City. Ele afirmou que começou a torcer pelo clube após assistir o documentário "All or Nothing" da Amazon Prime.

## Títulos e conquistas
- All Elite Wrestling

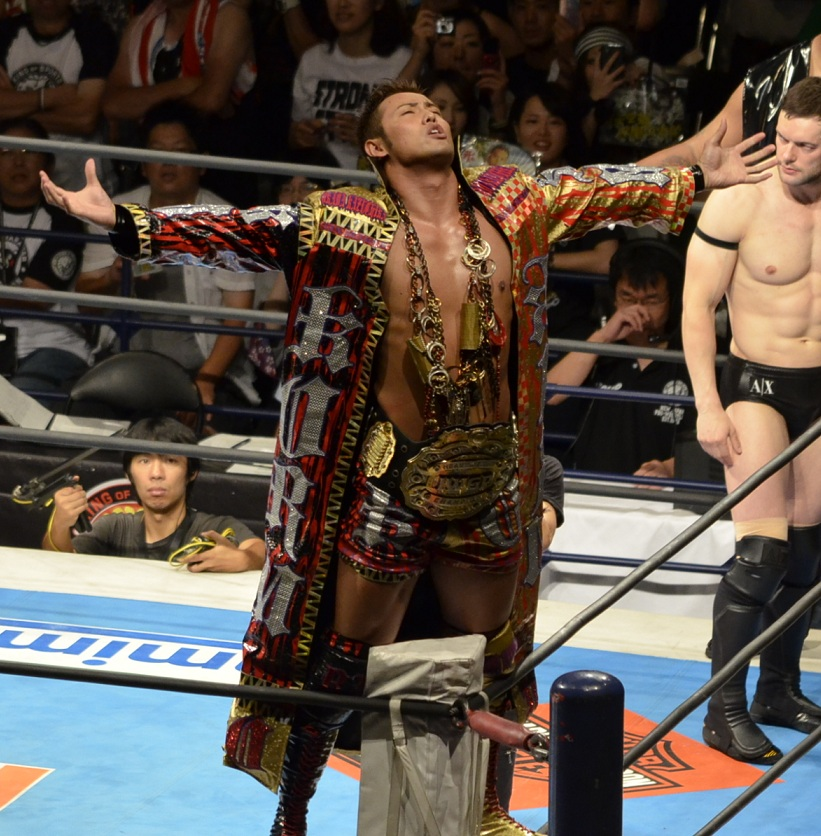
Okada é cinco vezes campeão dos pesos pesados da IWGP.

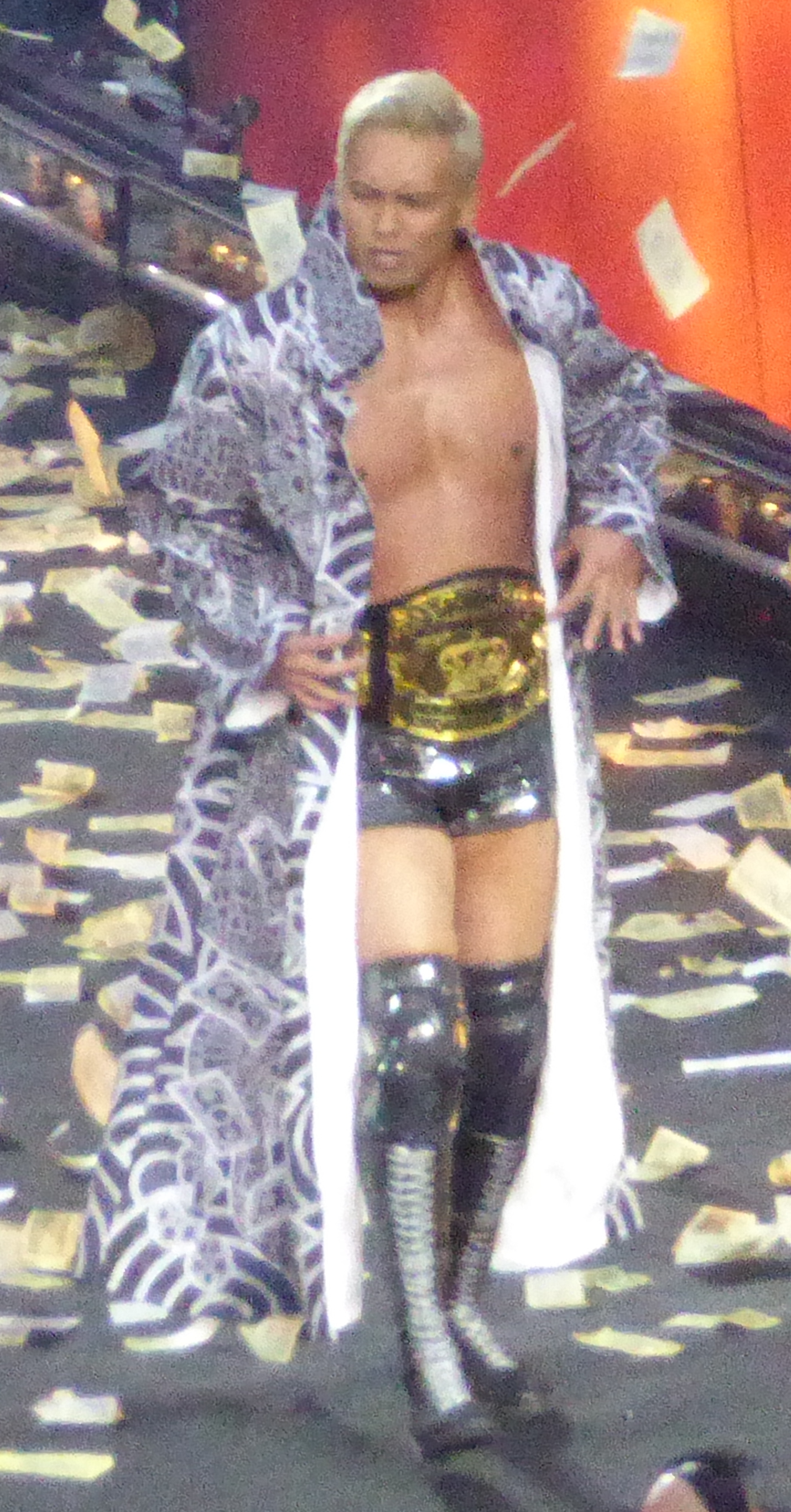
Okada como campeão continental da AEW.

  - Campeonato Continental da AEW (1 vez, atual)
- CBS Sports
  - Luta do Ano (2018) vs. Kenny Omega no Dominion 6.9 in Osaka-jo Hall
- New Japan Pro-Wrestling
  - IWGP World Heavyweight Championship (2 vezes)
  - IWGP Heavyweight Championship (5 vezes)
  - G1 Climax (2012, 2014, 2021, 2022)
  - New Japan Cup (2013, 2019)
  - Melhor Luta (2017) vs. Kenny Omega no dia 11 de junho
- Nikkan Sports
  - Lutador Mais Valioso (2012, 2013, 2015, 2017)
  - Luta do Ano (2012) vs. Hiroshi Tanahashi no dia 12 de fevereiro
  - Luta do Ano (2014) vs. Shinsuke Nakamura no dia 10 de agosto
  - Luta do Ano (2017) vs. Kenny Omega no dia 4 de janeiro
  - Luta do Ano (2018) vs. Kenny Omega no dia 9 de junho
- Pro Wrestling Illustrated
  - PWI o colocou em 1º dos 500 melhores lutadores individuais na PWI 500 em 2017
  - Luta do Ano (2017) vs. Kenny Omega no Wrestle Kingdom 11
  - Luta do Ano (2018) vs. Kenny Omega no Dominion 6.9 in Osaka-jo Hall
  - Rivalidade do Ano (2017) vs. Kenny Omega
- Sports Illustrated
  - Classificado como 4º do top 10 de lutadores masculinos em 2019 - empatado com Seth Rollins
  - Classificado como 6º do top 10 de lutadores masculinos em 2019
- Tokyo Sports
  - Melhor Luta (2012) vs. Hiroshi Tanahashi no dia 16 de junho
  - Melhor Luta (2014) vs. Shinsuke Nakamura no dia 10 de agosto
  - Melhor Luta (2015) vs. Genichiro Tenryu no dia 15 de novembro
  - Melhor Luta (2016) vs. Naomichi Marufuji no dia 18 de julho
  - Melhor Luta (2017) vs. Kenny Omega no dia 4 de janeiro
  - Melhor Luta (2018) vs. Kenny Omega no dia 9 de junho
  - Melhor Luta (2019) vs. Sanada no dia 14 de outubro
  - Melhor Luta (2020) vs. Tetsuya Naito no dia 5 de janeiro
  - Melhor Luta (2022) vs. Will Ospreay no dia 18 de agosto
  - Lutador Mais Valioso (2012, 2013, 2015, 2019, 2022)
- Toryumon Mexico
  - Young Dragons Cup (2005)
- Wrestling Observer Newsletter
  - Melhor Movimento de Wrestling (2012, 2013) Rainmaker
  - Rivalidade do Ano (2012, 2013) vs. Hiroshi Tanahashi
  - Rivalidade do Ano (2017) vs. Kenny Omega
  - Lutador Que Mais Evoluiu (2012)
  - Lutador Mais Notável (2017)
  - Luta de Wrestling Profissional do Ano (2013) vs. Hiroshi Tanahashi no dia 7 de abril
  - Luta de Wrestling Profissional do Ano (2016) vs. Hiroshi Tanahashi no dia 4 de janeiro
  - Luta de Wrestling Profissional do Ano (2017) vs. Kenny Omega no dia 4 de janeiro
  - Luta de Wrestling Profissional do Ano (2018) vs. Kenny Omega no dia 9 de junho
  - Lutador do Ano (2017)
  - MVP do Japão (2019)
  - Lutador Mais Notável da Década (década de 2010)
  - Melhores lutas da década (década de 2010)
  - Wrestling Observer Newsletter Hall of Fame (classe de 2021)